# 저어

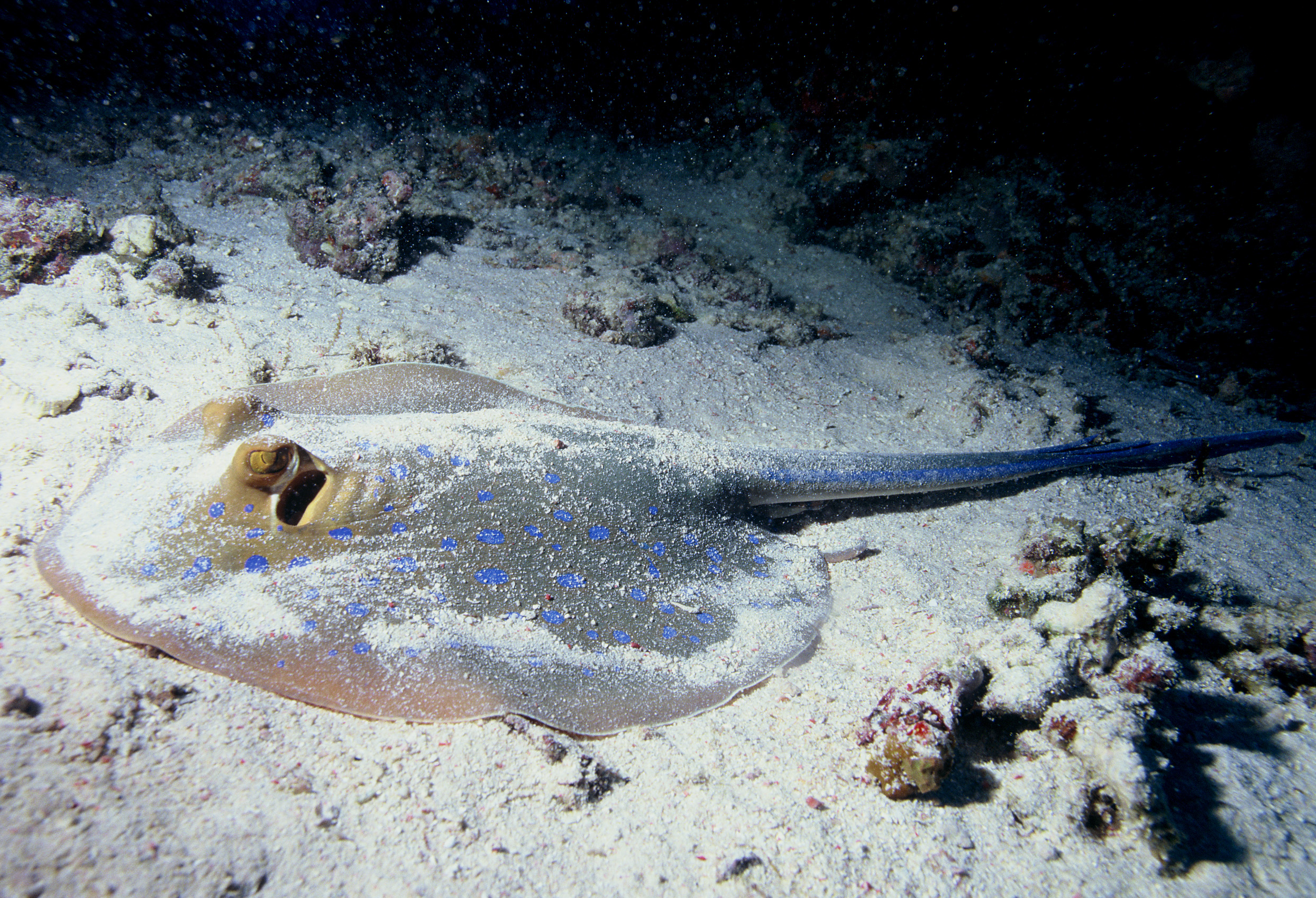
꽁지가오리

저어(底魚; demersal fish)는 바다나 호소의 바닥 근처(저층대)에서 먹고사는 어종이다. 이들이 사는 해저나 호수바닥은 보통 점토, 모래, 자갈, 바위로 이루어져 있다. 연안 수역에서는 대륙붕 또는 그 근처에서 발견되고, 보다 깊은 곳에서는 대륙사면에서도 발견된다. 심해평원 같은 너무 깊은 심해대에서는 대개 찾아보기 어렵지만, 해산이나 섬 주위에서는 발견된다.
가자미, 넙치, 대구, 아귀 등이 있다.
저서어들은 바닥에서 멀리 떨어진 물속을 헤엄치며 먹고사는 표층어와 대비되는 바닥 섭식자다. 표층어의 어육에 기름이 30% 이상 차지하는 것에 비해 저서어의 어육은 1 ~ 4%로 기름이 매우 적다.

## 같이 보기
- 부어